# От (кириллица)
Ѿ, ѿ (от) — буква старославянской кириллицы. Хотя она появилась как лигатура букв омега (Ѡ ѡ) и твердо (Т т), она функционирует как отдельная буква алфавита, следующая после хера и перед цы. Она была включена в самый первый печатный кириллический абецедарий (на иллюстрации), и продолжает использоваться в современную эпоху.
От используется в церковнославянском языке для обозначения предлога отъ и приставки от-. Она не используется для этой последовательности букв в каком-либо другом контексте, а также не может быть заменена последовательностью «от» в указанных случаях. Она использовалась со схожей целью в средневековой письменности других славянских языков, использующих кириллицу. В печатных книгах ѿ используется с большим предпочтением, нежели (ѡ҃), для обозначения числа 800.